# Raça
Raça (Raca, Desa Rasa) ist ein osttimoresischer Suco im Verwaltungsamt Lospalos (Gemeinde Lautém).

## Geographie
Vor der Gebietsreform 2015 hatte Raça eine Fläche von 32,94 km². Nun sind es 33,76 km². Der Suco liegt im Nordwesten des Verwaltungsamts Lospalos. Im Osten grenzt er an den Suco Bauro, im Südosten an Fuiloro, im Süden an Home und im Norden und Westen an das Verwaltungsamt Lautém mit seinen Sucos Baduro, Maina I, Pairara und Parlamento. Zwei Flüsse entspringen im Osten des Sucos: Der Cococo mündet schon bald in den etwas südlich entstehenden Vermoco. Dieser fließt dann Richtung Westen. Der westliche Grenzfluss Malailada mündet in den Veromoco, der dann nach Norden den Suco verlässt. Im Norden reicht Raça auf das Plateau von Nári.
Das Dorf Raça liegt im Osten des Sucos auf einer Meereshöhe von 445 m. Von hier sind es 16 km zur Küste und 12 km nach Lospalos. Hier liegt die einzige Grundschule des Sucos. Sie wurde 1986 gebaut, aber im Laufe der Unruhen von 1999 zerstört. Danach wurde sie mit australischer Hilfe wieder instand gesetzt.
Zwei für die Region typischen heiligen Häuser waren die auffälligsten Gebäude im Ort. In der indonesischen Besatzungszeit wurden sie zerstört.
Von West nach Ost führt die überregionale Straße von Com, die sich später teilt und nach Osten Richtung Tutuala und nach Süden nach Lospalos führt. An dieser Straße liegen die Orte Puileti, Maulo'o (Mauloho) und Raça. Weiter im Süden des Sucos liegt das Dorf Lilapuhu (Lilapuho). In Raça befindet sich das Ossuarium des Heldenfriedhofs der Gemeinde Lautém.
In Raça befinden sich die drei Aldeias Maulo'o, Raça und Tchailoro.

## Einwohner
Raça hat 1.221 Einwohner (2022), davon sind 589 Männer und 632 Frauen. Im Suco gibt es 247 Haushalte. Fast 95 % der Einwohner geben Fataluku als ihre Muttersprache an. Fast 3 % sprechen Tetum Prasa, eine Minderheit Makasae.

## Geschichte
Bei der Invasion von Osttimor durch Indonesien landeten in der Region 1976 erste Fallschirmeinheiten in Raça und stießen dann nach Lospalos vor.

## Politik
Bei den Wahlen von 2004/2005 wurde Joaquim Rodrigues Lopes zum Chefe de Suco gewählt und 2009 in seinem Amt bestätigt. Bei den Wahlen 2016 gewann Armindo Benezato.

## Persönlichkeiten
- Alfonso Lopez (* 1968), Jurist